# HV LimMid
Handbalvereniging LimMid is een Nederlandse handbalvereniging uit Midden-Limburg. In seizoen 2017/18 fuseerde Swift 2000 met HV Leudal en HV Maasgouw tot Limmid. De vereniging telde bij aanvang ongeveer 240 spelende leden die uitkomen in de diverse competities. Het ledenbestand bestaat vooralsnog vooral uit dames en meisjes, omdat zowel HV Leudal als HV Maasgouw geen heren- en jongensteams hadden. LimMid heeft traininglocaties in Roermond, Horn, Maasbracht, Neer, Donderberg, Melick en Herten.
Zowel het eerste heren- als damesteam speelt in het seizoen 2021/2022 in de hoofdklasse.